# Чагин, Андрей Геннадьевич
Андрей Геннадьевич Чагин (род. 1980) — российский самбист, бронзовый призёр чемпионата России по боевому самбо 2009 года, мастер спорта России. Выступал в полутяжёлой весовой категории (до 100 кг). Тренировался под руководством С. Ю. Никитина. Боец смешанных единоборств. Провёл два боя в смешанных единоборствах. Первый бой с французом Кристофом Мидуксом, который состоялся 20 октября 2007 года, Чагин проиграл в первом раунде удушением сзади. Второй бой с россиянином Андреем Сенем, прошедший в Петербурге 28 февраля 2009 года, Чагин выиграл рычагом локтя в первом раунде.

## Спортивные результаты

### Боевое самбо
- Чемпионат России по боевому самбо 2009 года — ;

### Смешанные боевые искусства
| Результат | Рекорд | Соперник       | Способ                     | Турнир                    | Дата                 | Раунд | Время | Место                   | Примечание |
| --------- | ------ | -------------- | -------------------------- | ------------------------- | -------------------- | ----- | ----- | ----------------------- | ---------- |
| Победа    | 1-1    | Андрей Сень    | Сабмишном (рычаг локтя)    | fightFORCE — Day of Anger | 28 февраля 2009 года | 1     | 1:20  | Россия, Санкт-Петербург |            |
| Поражение | 0-1    | Кристоф Мидукс | Сабмишном (удушение сзади) | X — Impact World Cup      | 20 октября 2007 года | 1     | 0:00  |                         |            |